# اقتحام الكونجرس البرازيلي 2023
وقع اقتحام الكونجرس البرازيلي في 8 يناير 2023، بعد فوز لويس إيناسيو لولا دا سيلفا في الانتخابات العامة البرازيلية لعام 2022، حيث هاجم مؤيدو الرئيس السابق، جاير بولسونارو، مبنى المحكمة الفيدرالية العليا والكونغرس الوطني للبرازيل والقصر الرئاسي بلانالتو في تريس بوديريس في العاصمة برازيليا. أكد السناتور فينيزيانو فيتال دو ريغو، الرئيس المؤقت لمجلس الشيوخ الاتحادي، أن المشاغبين انتهكوا القاعة الخضراء لمجلس النواب وحاولوا دخول قصر بلانالتو. ولم يكن الرئيس لولا في برازيليا وقت الهجوم،  وكذلك بولسونارو، الذي غادر البرازيل إلى الولايات المتحدة في أورلاندو، فلوريدا، قبل تنصيب لولا في 1 يناير 2023.
وقع الهجوم بعد أسبوع من تنصيب لولا وبعد عدة أسابيع من الاضطرابات من أنصار بولسونارو. حيث أُبلغ عن اقتحام المحكمة العليا والكونغرس والقصر الرئاسي في وقت لاحق من ذلك المساء. قوبل الاقتحام بإدانة سريعة من الحكومات في جميع أنحاء العالم. في الساعة 18:00 بتوقيت البرازيل (بالتوقيت العالمي 03:00)، أعلن لولا أنه وقع مرسومًا يجيز حالة الطوارئ الفيدرالية في المقاطعة الفيدرالية حتى نهاية يناير 2023. ونظرًا لأن الكونجرس لم يكن منعقدًا، فإنه يخطط لعقد اجتماع طارئ للتصويت على القرار. قامت قوات الأمن البرازيلية بتطهير جميع المباني الثلاثة بحلول الساعة 21:00 بتوقيت البرازيل.

## خلفية
خلال فترة حكم بولسونارو رئيسًا للبرازيل، طرح حلفاؤه وأنصاره فكرة هجوم مثل اقتحام الكابيتول في الولايات المتحدة في 6 يناير 2021 في حالة خسارة بولسونارو لمحاولته لإعادة انتخابه. زعم أنصار بولسونارو أن الانتخابات العامة البرازيلية 2022 عانت من تزوير انتخابي واسع النطاق تسبب في خسارة بولسونارو. وأشاروا إلى وجود خلل في آلات التصويت الإلكترونية وأنماط التصويت التي اعتبروها مشبوهة وعدم الثقة في مسؤولي الانتخابات؛ ساعد الجيش في الإشراف على الانتخابات ولم يجد علامات تزوير. استخدم أنصار بولسونارو وسائل التواصل الاجتماعي لنشر معلومات مضللة حول تزوير الانتخابات، مما زاد من تحفيز المحتجين.
شجع بعض العسكريين القدامى إضراب سائقي الشاحنات قبل الجولة الثانية من الانتخابات، بما في ذلك العقيد ماركوس كوري، الذي نشر، في 16 أكتوبر 2022 مقطع فيديو يشجع سائقي الشاحنات على الإضراب العام قبل الجولة الثانية. ونُشر ذلك المقطع حول عمليات الإغلاق في عدة مجموعات مؤيدة لـ بولسونارو على تييليجرام. وأُطلقت دعوات للإضراب على موقع يوتيوب.
فقدت احتجاجات سائقي الشاحنات قوتها في 3 نوفمبر 2022، وبدأ أنصار بولسونارو بالتركيز في محيط منشآت القوات المسلحة البرازيلية. جرت مظاهرات في منشآت عسكرية في مدن ساو باولو وريو دي جانيرو وبرازيليا وفلوريانوبوليس وريسيفي وسلفادور ومدن ومناطق أخرى. ودعا بعض أنصار بولسونارو إلى انقلاب عسكري.
صدر التصديق على فوز لولا الانتخابي رسميًا من المحكمة الانتخابية العليا في 12 ديسمبر 2022. واقتحم أنصار بولسونارو اليميني المتطرف مقر الشرطة الفيدرالية في برازيليا وأحرقوا المركبات في الشارع بعد اعتقال أحد المتظاهرين لتحريضه على العنف لمنع لولا أداء اليمين. استخدمت الشرطة قنابل الصوت والغاز المسيل للدموع لتفريقهم. منعت الشرطة محاولة تفجير بالقرب من مطار برازيليا الدولي في 23 ديسمبر ؛ حيث أُلقي القبض على المشتبه به في اليوم التالي. ووفقًا لشهادته فقد كان دافعه هو تصريحات بولسونارو التي شكك فيها بنزاهة العملية الانتخابية. ونفذ أنصار بولسونارو هجمات أخرى خلال بداية حكومة لولا.
في 2 يناير 2023، عُين أندرسون توريس رئيسًا للمسؤولين الأمنيين في المقاطعة الفيدرالية، وقد كان وزيرًا في عهد بولسونارو. غادر توريس البرازيل ليلة 6 يناير متوجهاً إلى أورلاندو، فلوريدا، الولايات المتحدة، ووصل إلى هناك في 7 يناير، قبل ساعات فقط من الهجمات وبعد أسبوع واحد من وصول بولسونارو إلى أورلاندو.

### التخطيط والتمويل
كانت التقارير حول التخطيط للهجوم متداولة بالفعل في الأسبوع الأول من عام 2023، وكان هناك تسريبًا صوتًا من عدة مجموعات على واتساب وتيليجرام. كشفت التقارير التي حُصل عليها عن نية تنظيم أعمال لإثارة العنف من جانب المحتشدين، والتحايل على عمل الشرطة. قامت عدة مجموعات ومجتمعات من جميع أنحاء البلاد بترتيب النقل بالحافلات إلى برازيليا للمشاركة في المظاهرات. لم تخفف مواقع التواصل الاجتماعي مثل تويتر وفيسبوك وإنستغرام من المزاعم المضللة حول الانتخابات، مما يعني أن الأشخاص الذين استخدموا هذه المواقع للعثور على معلومات حول الانتخابات قد تعرضوا لهذه الادعاءات المضللة.
كان أعضاء الحكومة الفيدرالية برئاسة الرئيس لويس إيناسيو لولا دا سيلفا على دراية بخطط مثيري الشغب، لكن حاكم المقاطعة الفيدرالية إيبانيس روشا أكد أن الوضع تحت السيطرة. غير أن روشا غير خطط الوجود الأمني المتفق عليه في 7 يناير 2023، ونتيجة لذلك لم يكن هناك سوى وحدة أمنية صغيرة موجودة عند بدء الاقتحام. قال مسؤولون حكوميون مجهولون لصحيفة واشنطن بوست إن تكلفة الحافلات التي تنقل أنصار بولسونارو إلى برازيليا قد دفعها مانحون من عشر ولايات، بما في ذلك أولئك المشاركون في قطاع الأعمال الزراعية. صرح وزير العدل فلافيو دينو أنه حتى تلك اللحظة لم يكن من الممكن "التمييز بوضوح" بين المسؤوليات المتعلقة بالتمويل. وأضاف: "ما يمكنك قوله بالتأكيد هو أنه كان هناك تمويل".

## الأحداث
في صباح يوم 7 يناير، وصلت أكثر من 100 حافلة من جميع أنحاء البرازيل إلى برازيليا، وجلبت أنصار بولسونارو. وانضموا إلى 200 شخص كانوا يخيمون أمام وزراة الدفاع البرازيلية، ووصل العدد الإجمالي إلى أكثر من 4000 شخص. بعد ظهر يوم 8 يناير، خرج المتظاهرون من محيط قيادة الجيش، حيث كان بعضهم يخيم لأسابيع في احتجاجات للمطالبة بانقلاب عسكري. حاولت حكومة لولا طرد هؤلاء المتظاهرين. وعندما فشل ذلك، أمرت بتعزيز الأمن. كما أكد وزير العدل ذلك الأسبوع على أنه سيجري تفكيك المخيمات. اخترق المتظاهرون حواجز الشرطة بالقرب من مبنى الكونجرس، وواجهوا الشرطة بالعصي، وقامت الشرطة بإطلاق الغاز المسيل للدموع ورشاش الفلفل عليهم. وعلى الرغم من ذلك، أُلقي القبض على بعض عناصر الشرطة العسكرية بسبب تساهلهم مع المهاجمين. ثم حاول المتظاهرون دخول قصر بلانالتو، مقر السلطة التنفيذية، والمحكمة الفيدرالية العليا.
أكد السناتور فينيزيانو دو ريغو لشبكة سي إن إن البرازيل أن المتظاهرين تمكنوا من اقتحام مبنى الكونغرس. ووفقا له، فقد وصلوا إلى الجزء العلوي، حيث توجد قباب مجلس الشيوخ الاتحادي ومجلس النواب، والقاعة الخضراء لمجلس النواب. حاول المتظاهرون مد لافتة خضراء وصفراء فوق المبنى. كما شوهد بعض المتظاهرين من الغوغاء يحملون علم امبراطورية البرازيل. تسلق المتظاهرون في وقت لاحق منحدر مبنى الكونغرس ووصلوا إلى مبنى المحكمة الفيدرالية العليا وقصر بلانالتو، حيث ارتكبوا، أثناء محاولتهم دخول المباني، أعمال تخريب وهاجموا الشرطة، لكن بعد عدة مواجهات، تمكن المتظاهرون من دخول المبنيين، حيث تبع ذلك المزيد من أعمال التخريب والعنف. رد جنود من الجيش البرازيلي وحاولت طائرتان هليكوبتر تفريق الحشد. وبحسب ما ورد سقطت مركبة تابعة للقوات الوطنية في البركة العاكسة للنصب التذكاري أثناء المواجهات.
تعرض صحفيون للاعتداء خلال الاحتجاجات. حيث تعرض مصور فولها دي ساو باولو بيدرو لاديرا للهجوم والسرقة من بعض مثيري الشغب. كما تعرض صحفي في Metrópoles [metrópoles (jornal)] للهجوم خلال عملية الاقتحام. وتعرض صحفيون ومصورون من BandNews وO Tempo وAFP وReuters للهجوم. ودُفع بعضهم أرضاً وسُرقت أجهزتهم أو تعرضت للتلف.
وأكد حاكم المقاطعة الفيدرالية إيبانيس روشا أنه "يتخذ جميع الإجراءات لاحتواء أعمال الشغب المناهضة للديمقراطية"؛ وقد أقال وزير الأمن في المقاطعة الفيدرالية، أندرسون توريس. وكذلك، أفاد مكتب المدعي العام بأنه قدم طلبًا للقبض على توريس. في الساعة 18:00 بتوقيت البرازيل (بالتوقيت العالمي 03:00)، أعلن الرئيس لولا أنه وقع مرسومًا يأذن بالتدخل الفيدرالي في برازيليا في نطاق الأمن العام، ويستمر حتى 31 يناير. طبق الرئيس المادة 34، البند الفرعي الثالث من الدستور الاتحادي، الذي يخول الحكومة وضع حد للإضرار الخطير بالنظام العام. كان هذا هو التطبيق الثالث للمادة 34 من الدستور الفيدرالي لعام 1988، والذي طُبق سابقًا في ريو دي جانيرو ورورايما خلال حكومة تامر. عُين Ricardo Garcia Cappelli [الإنجليزية]، السكرتير التنفيذي لوزارة العدل والأمن العام، كمتدخل intervenor. يعفي التدخل حاكم المقاطعة الاتحادية إيبانيس روشا من سلطة الإشراف على الأمن في المقاطعة، وسيستمر حتى 31 يناير.
بعد ساعات من الخرق الأمني، أفادت Military Police of the Federal District [polícia militar do distrito federal] (قوات الشرطة العسكرية في الولاية الفيدرالية) أنها بدأت في طرد مثيري الشغب من المباني. بحلول الساعة 19:00 بتوقيت البرازيل، ألقت قوات الأمن القبض على أكثر من 150 شخصًا، منهم 30 على الأقل في حالة تلبس بالجرم في مجلس الشيوخ الفيدرالي. أعلن وزير العدل، فلافيو دينو، في وقت لاحق في مؤتمر صحفي أن ما يقرب من 200 شخص قد اعتقلوا، وأن الاعتقالات الجديدة لا تزال جارية ؛ وفقًا لدينو، جرى التحقيق في العديد من الحافلات المتجهة إلى برازيليا، بالإضافة إلى مموليها، والتعرف عليهم. ذكر حاكم المقاطعة الفيدرالية إيبانيس روشا، في منشور على إحدى الشبكات الاجتماعية، أنه جرى اعتقال أكثر من 400 شخص.
بعد عدة ساعات من بدء الهجوم، أعلنت الشرطة العسكرية في المقاطعة الاتحادية أنها بدأت في تطهير المباني. وتمكنت القوات الأمنية من استعادة مبنى الكونجرس بحلول المساء بعد أن شنت عملية أمنية استخدمت فيها الغاز المسيل للدموع والهراوات. وبحلول الساعة 17:00 بتوقيت البرازيل، استعادت قوات الأمن السيطرة على مبنى المحكمة العليا، على الرغم من أن بعض المشاغبين ظلوا في مخيمات في مرآب السيارات الخاص به. وصل الجيش البرازيلي في شاحنات عسكرية في وقت متأخر من بعد الظهر ونصب كمينا للمتسللين في القصر الرئاسي عبر الباب الخلفي. غادر المشاغبون المبنى بحلول الساعة 18:30 بتوقيت البرازيل، ورافقت الشرطة بعضهم. أعلن وزير العدل Flávio Dino بحلول الساعة 21:00 بتوقيت البرازيل أنه جرى تطهير جميع المباني الثلاثة.
في أثناء أعمال الشغب، لم يكن الرئيس لولا دا سيلفا ولا بولسونارو في برازيليا ؛ حيث كان الرئيس لولا في أراراكوارا، ساو باولو، بينما كان بولسونارو في أورلاندو، فلوريدا، في الولايات المتحدة.
انتشر التخريب خلال الهجوم. حيث تعرضت العديد من القطع الفنية مثل اللوحات والكراسي والطاولات للتلف أو السرقة أثناء الهجوم، شمل ذلك القطع الشهيرة مثل شعار الجمهورية ونسخة من كتاب دستور عام 1988 الأصلي. كما سرق المحتجون أسلحة وذخائر ووثائق من مجلس الأمن المؤسسي. في مقابلة مع قناة سي إن إن البرازيل، قال السناتور راندولف رودريغيز إنهم عثروا على خمس قنابل يدوية متروكة بعد الاقتحام، ثلاث منها تركت في المحكمة الفيدرالية العليا واثنتان في الكونغرس الوطني.

## ما بعد الاقتحام

### الضرر والسرقة

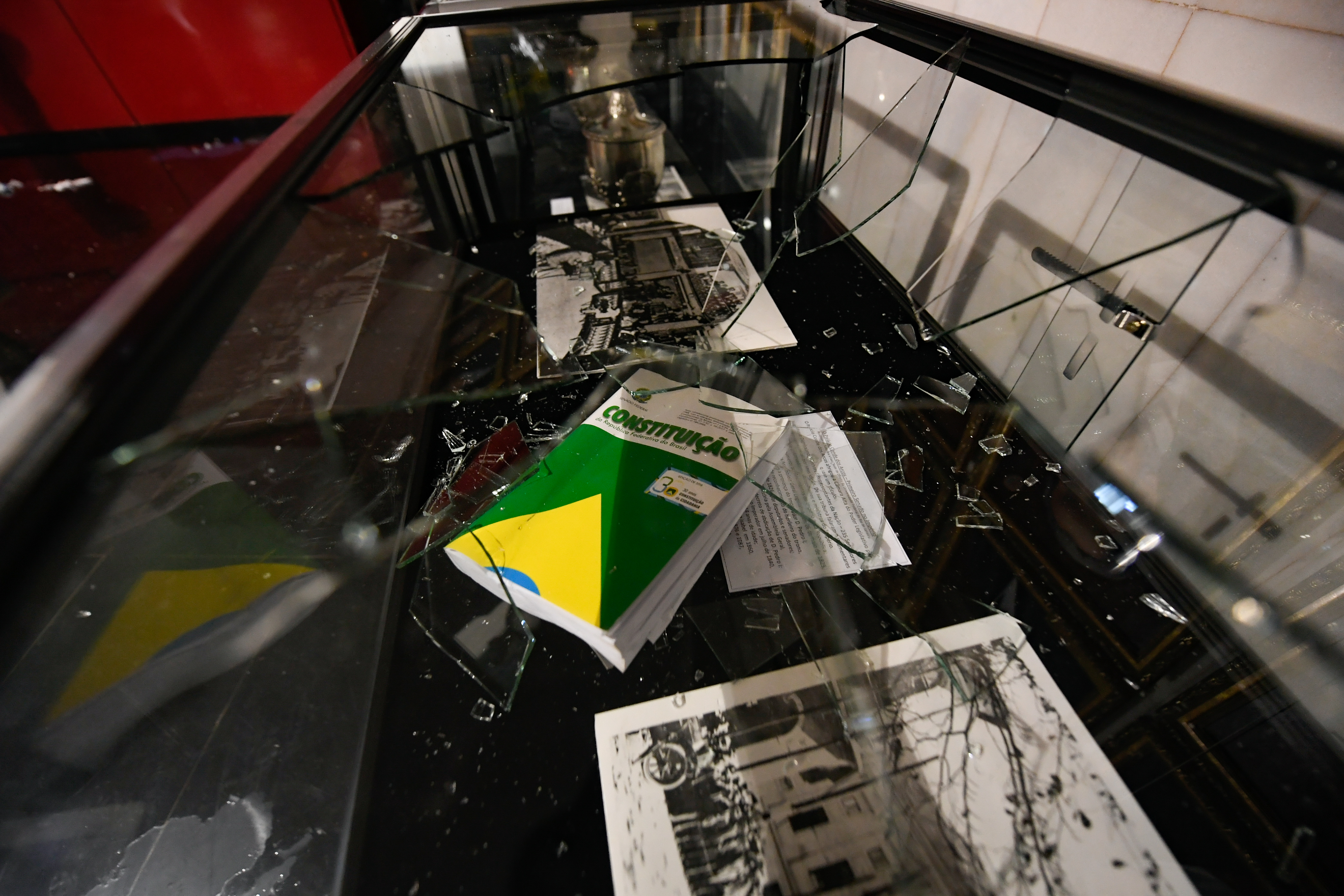
تلف بعض الأشياء التاريخية في الكونجرس الوطني

جرى تخريب لعدد من المساحات المهمة في المباني الثلاثة التي اقتحمها المشاغبون ونهبوها على نطاق واسع، ضم ذلك قاعة نوبل والقاعة العامة للمحكمة الاتحادية العليا، والقاعات الخضراء والزرقاء والسوداء وردهة الكونغرس، وقاعة نوبل ومكتب السيدة الأولى في قصر بلانالتو. كما جرى تخريب العديد من المساحات الأخرى، مثل الممرات والنوافذ والغرف والمكاتب، مما أدى إلى إتلاف كمية كبيرة من الأثاث والمعدات والأشياء الأخرى. ودُمرت العديد من المساحات بالكامل. وفقًا لمسؤول، فقد دمر المقتحمون صنابير إطفاء الحريق، في محاولة لمنع مكافحة الحرائق التي كانت موجودة في نقاط مختلفة من الاقتحام.
بالإضافة إلى الأضرار الهيكلية، تعرضت العديد من الأعمال الفنية، خاصة اللوحات والمزهريات والأشياء التاريخية (مثل الكراسي والساعات والسجاد والطاولات) للتلف أو السرقة أو التدمير أثناء الهجوم. أُبلغ عن تدمير مكتب الرئيس السابق جوسيلينو كوبيتشيك في قصر بلانالتو، وكذلك تدمير لوحة As Mulatas [الإنجليزية]، وهي لوحة لـ إميليانو دي كافالكانتي حيث تعرضت للطعن بشكل متكرر. وتعرضت الأجهزة الإلكترونية - مثل أجهزة الحاسوب المحمولة وأجهزة الحاسوب والطابعات وأجهزة التلفزيون - للتلف أو السرقة؛ وقد أخذ أحد المتظاهرين نسخة من كتاب دستور 1988 الأصلي، ولكن عُثر عليها لاحقًا بين الأنقاض في مبنى المحكمة الفيدرالية العليا. كما تعرضت مكاتب حزب العمال والحزب الديمقراطي الاجتماعي في مبنى الكونغرس للاقتحام والتخريب. وتبول بعض المشاغبين وتغوطوا في ساحات الصحافة بمبنى الكونغرس.

## التفاعلات
شبه الصحفيون الأحداث بهجوم الكابيتول في الولايات المتحدة في 6 يناير 2021، والذي يبدو أنه مستوحى منه. وصفت العديد من الصحف، ما حدث بأنه عمل إرهابي. وصفت صحف O Estado de S. Paulo وEl Mundo الحدث بأنه محاولة انقلاب.

### محليًا

#### الحكومة
أدان الرئيس لويس إيناسيو لولا دا سيلفا المتظاهرين في تغريدة على تويتر ووصفهم بأنهم "فاشيين" ووصف أفعالهم بأنها "بربرية". وقال إنه "كان هناك، كما أقول، عدم كفاءة، وسوء نية، من جانب الأشخاص الذين يهتمون بالأمن العام في المقاطعة الفيدرالية". دعت وزيرة التخطيط والموازنة سيمون تابت على تويتر إلى "عقوبات نموذجية" على المتظاهرين. وأضافت أن " الدستور الاتحادي يدعم وزيري العدل والدفاع في استخدام جميع الوسائل المشروعة الصارمة للدفاع عن النظام والمجتمع والديمقراطية". عاد الرئيس لولا إلى برازيليا بعد تطهير المباني وزار المحكمة العليا والقصر الرئاسي.
وأدان رئيس مجلس النواب آرثر ليرا الهجمات ودعا إلى معاقبة المتورطين فيها. صرح نائب رئيس مجلس النواب، لوتشيانو بيفار، أنه سيكون هناك تعزيز للشرطة العسكرية، مع إرسال وحدات جديدة إلى الكونغرس الوطني وقصر بلانالتو.
وانتقد وزير العدل فلافيو دينو ورئيس مجلس الشيوخ الاتحادي رودريغو باتشيكو ونائب الرئيس جيرالدو الكمين الهجوم على وسائل التواصل الاجتماعي.
أصدرت المحاكم البرازيلية العليا مذكرة مشتركة لإدانة هجمات 8 يناير.
بعد استعادة المباني الفيدرالية، أقال قاضي المحكمة العليا ألكسندر دي مورايس حاكم المقاطعة الفيدرالية إيبانيس روشا لمدة 90 يومًا بسبب أوجه القصور المزعومة في استعداد قوات الأمن. كما أمر بتطهير المعسكرات التي أقامها المتظاهرون خارج القواعد العسكرية في غضون 24 ساعة، وتطهير جميع الطرق والمباني التي احتلوها، وإزالة جميع المنشورات المناهضة للديمقراطية من فيسبوك وتويتر وتيك توك.
بدأت الشرطة في تطهير معسكرات الاحتجاج بالقرب من قواعد الجيش في جميع أنحاء البلاد في 9 يناير. قام الجنود بدعم من الشرطة بتفكيك مخيم خارج مقر الجيش في برازيليا، كان قد استُخدِم كقاعدة للذين قاموا بالاقتحام، واعتقلوا حوالي 1500 شخص.

#### الأحزاب والسياسيون
قال رئيس حزب العمال جليسي هوفمان إن "حكومة القطاع الفيدرالي (إيبانيس روشا) كانت غير مسؤولة في مواجهة اقتحام برازيليا والمجلس الوطني ".
وقال رئيس الحزب الليبرالي فالديمار كوستا نيتو "اليوم يوم حزين للأمة البرازيلية. لا يمكننا أن نتفق مع نهب الكونغرس الوطني. كل المظاهرات المنظمة مشروعة. لم تكن الفوضى أبدًا جزءًا من مبادئ أمتنا. إننا نرفض بشدة هذا النوع من المواقف ونترك القانون يُطبَّق، ويعزز ديمقراطيتنا " ولكننا أنكرنا أيضًا أن المتظاهرين ينتمون إلى بولسونارو أو يمثلونه.
وأدان بولسونارو نفسه المحتجين في تغريدة ونفى مسؤوليته. ندد أنصار بولسونارو، مثل السناتور كارلوس بورتينيو، بأعمال العنف. ومع ذلك، ألقى بورتينيو باللوم على "القوى العظمى" القانونية لقاضي المحكمة الفيدرالية العليا ألكسندر دي مورايس في الاحتجاجات العدوانية، داعيًا إلى إبعادها "لتهدئة" المتظاهرين. قال أحد مؤيدي بولسونارو، القاضي الفيدرالي السابق وعضو مجلس الشيوخ عن بارانا، سيرجيو مورو (UNIÃO) إن "حكومة لولا الجديدة بدأت أكثر اهتمامًا بقمع الاحتجاجات والآراء المعارضة أكثر من تقديم النتائج. عاد التخصيص السياسي غير المقيد للوزارات والشركات الحكومية. كل ذلك لصالح "إعادة هيكلة" غامضة بدون أي اتجاه. إنها ليست بداية جيدة ". نفى فلافيو بولسونارو، عضو مجلس الشيوخ والنجل الأكبر للرئيس السابق، وجود أي علاقة بين المحتجين ووالده في رسائل مسربة على واتساب. وأدان آخرون، مثل النائب الفيدرالي غوستافو جاير (PL)، وحاكم ساو باولو تارسيسيو دي فريتاس (الجمهورية)، وحاكم بارانا راتينو جونيور (PSD)، وحاكم ريو دي جانيرو كلاوديو كاسترو (PL)، وحاكم ميناس جيرايس روميو زيما (NOVO)، الرئيس الوطني للجمهوري ماركوس بيريرا والسناتور المنتخب هاملتون موراو (الجمهوري) أعمال التخريب، لكن غالبية الأحزاب والسياسيين الموالين لبولسونارو التزموا الصمت.
أعلنت السناتور ثريا ثرونيك (UNIÃO) أن مستشاريها قدموا طلبًا لفتح تحقيق في البرلمان ضد الاحتجاجات.
كما أدان السناتور راندولف رودريغيز (REDE)، والسيناتور جان بول براتيس (PT)، وحاكم ريو غراندي دو سول إدواردو لايت (PSDB)، وحاكم بارا هيلدر باربالو (MDB)، والحاكم السابق لأمابا فالديز جويس (PDT)، والرئيس الوطنيللحزب الديمقراطي الاجتماعي جيلبرتو كساب، وكذلك النواب الفيدراليين مارسيلو فريكسو (حزب العمال) وأندريه جانونيس (أفانتي) الهجمات، ووصفها البعض بأنها إرهاب محلي. صنف المرشح الرئاسي السابق سيرو غوميز (PDT) الأفعال على أنها واحدة من أعظم "الجرائم في تاريخ الجمهورية"، وحث المسؤولين على فرض عقوبات بأقصى درجات الصرامة وفق القانون.

### دوليًا
أُدين الهجوم على نطاق واسع من العديد من الحكومات الأجنبية والمنظمات الدولية، وخاصة في أمريكا اللاتينية.

#### الأمريكتان
صرح الأمين العام لمنظمة الدول الأمريكية لويس ألماغرو : "إننا ندين الهجوم على المؤسسات في برازيليا، والذي يشكل عملاً مقيتًا واعتداءًا مباشرًا على الديمقراطية. هذه الأفعال لا تغتفر وفاشية بطبيعتها. "
ووصفت سفارة الولايات المتحدة في البرازيل الاحتجاجات بأنها مناهضة للديمقراطية وحثت مواطنيها بتجنب أماكن أعمال الشغب. ووصف الرئيس جو بايدن الوضع بأنه "شائن". وأدان وزير الخارجية الأمريكي أنتوني بلينكين الدعوات إلى الانقلاب على تويتر، وكتب "ندين الهجمات على الرئاسة البرازيلية والكونغرس والمحكمة العليا اليوم. إن استخدام العنف لمهاجمة المؤسسات الديمقراطية أمر غير مقبول دائمًا. وننضم إلى [لولا دا سيلفا] في الدعوة إلى وضع حد فوري لهذه الأعمال ". كما أدان مستشار الأمن القومي الأمريكي جيك سوليفان الهجوم وقال إن البيت الأبيض يتابع الموقف. كما قارن العديد من المراقبين الأمريكيين الهجوم بمحاولة التمرد في العاصمة الأمريكية قبل عامين. ودعا خواكين كاسترو وألسكندريا أوكاسيو كورتيز، العضوان الديمقراطيان في مجلس النواب الأمريكي، الحكومة الأمريكية إلى ترحيل بولسونارو، الذي كان قد لجأ إلى أورلاندو، فلوريدا، في الأيام التي سبقت وبعد أداء لولا اليمين.
أدان رؤساء دول أمريكا اللاتينية أعمال العنف، مثل الرئيس الكولومبي غوستافو بيترو، الذي دعا إلى اجتماع عاجل لمنظمة الدول الأمريكية في مواجهة ما يعتبره محاولة "انقلاب" من قبل الفاشية، والرئيس التشيلي غابرييل بوريك، الذي أدان أعمال الشغب ووصفها بـ "الهجوم الدنيء" وأعلن دعمه الكامل للحكومة. وأدان رئيس كوبا ميغيل دياز كانيل أعمال الشغب وأعرب عن دعمه وتضامنه مع لولا وحكومته. وأدلى ببيان مماثل الرئيس المكسيكي أندريس مانويل لوبيز أوبرادور الذي وصف الأحداث في برازيليا بأنها "مستهجنة ومعادية للديمقراطية" ووصف المتظاهرين بأنهم "مدفوعون بحكم القلة". رفض الرئيس الفنزويلي نيكولاس مادورو عنف "مجموعات بولسونارو الفاشية الجديدة" وأعرب عن دعمه للرئيس لولا. وصف ألبرتو فرنانديز، رئيس الأرجنتين، الاقتحام بأنه "محاولة انقلاب" وقارنت نائبة رئيس الأرجنتين، كريستينا كيرشنر، الأحداث في برازيليا باقتحام الكابيتول الأمريكي في يناير 2021. وبالمثل، أدان غييرمو لاسو، رئيس الإكوادور، "أعمال التخريب المهينة التي ارتكبت ضد المؤسسات الديمقراطية في برازيليا"، وأعرب عن دعمه لحكومة لولا دا سيلفا. وجاءت إدانات أخرى من وزير الخارجية المكسيكي مارسيلو إبرارد، ووزير خارجية الأرجنتين، ووزارات خارجية إكوادور وبوليفيا وأوروغواي.

#### آسيا
أعرب رئيس وزراء الهند، ناريندرا مودي، عن "قلقه العميق إزاء أنباء أعمال الشغب والتخريب ضد مؤسسات الدولة في برازيليا". وقال إن الهند قدمت دعمها الكامل للسلطات البرازيلية.
وأدانت دولة فلسطين "أعمال العنف والإرهاب الأخيرة في البرازيل، واصفة إياها بأنها اعتداء على الديمقراطية البرازيلية ورئيسها المنتخب لويس إيناسيو لولا دا سيلفا. وجددت الدولة دعمها لجمهورية البرازيل الاتحادية الصديقة ضد أي محاولات للنيل من أمنها أو استقرارها ".
كما أدان نائب مدير إدارة المعلومات بوزارة الشؤون الخارجية بجمهورية الصين الشعبية وانغ ون بين الهجوم وأعرب عن دعمه للرئيس لولا.

#### أوروبا
وأدان الممثل الأعلى للشؤون الخارجية بالاتحاد الأوروبي جوزيب بوريل الهجوم على المؤسسات. وعبر رئيس المجلس الأوروبي شارل ميشيل عن دعمه للرئيس لولا وأدان "الاعتداء على المؤسسات الديمقراطية في البرازيل". كما دعمت الحكومات الأيبيرية، التي تربطها علاقات تاريخية ولغوية بأمريكا اللاتينية، لولا. وأدان رئيس الوزراء الإسباني بيدرو سانشيز الهجوم بشدة وأبدى دعمه للرئيس والمؤسسات البرازيلية المنتخبة ديمقراطياً، وأدانت حكومة البرتغال العنف وأعلنت دعمها للسلطات البرازيلية في استعادة النظام والاستقرار.
أعلن الرئيس الفرنسي إيمانويل ماكرون أن لولا "يمكنه الاعتماد على دعم فرنسا الثابت". كما ندد بالهجوم وزير الخارجية البريطاني جيمس كليفرلي، ونائب رئيس الوزراء الإيطالي ووزير الخارجية أنطونيو تاجاني، ووزير الخارجية النمساوي ألكسندر شالنبرغ، والمستشار الألماني أولاف شولتز ووزارة الشؤون الخارجية التركية. وأدان البابا فرانسيس محاولة العصيان وأعرب عن قلقه بشأن الوضع في البرازيل. وأعلن ديمتري بيسكوف، السكرتير الصحفي للرئيس الروسي فلاديمير بوتين، دعمه لولا وقال إن موسكو تدين "بأشد العبارات" تصرفات أولئك الذين أثاروا الفوضى.

#### أوقيانوسيا
أصدرت الحكومة الأسترالية بيانًا أدانت فيه الهجوم على الكونجرس البرازيلي والمحكمة العليا والقصر الرئاسي. ووصف متحدث باسم وزارة الشؤون الخارجية والتجارة الهجوم بأنه "غير مقبول، ويجب احترام المؤسسات والعمليات الديمقراطية".

#### منظمات دولية
أدان الأمين العام للأمم المتحدة أنطونيو غوتيريش الاقتحام وقال: "إنني أدين هجوم اليوم على المؤسسات الديمقراطية في البرازيل. يجب احترام إرادة الشعب البرازيلي ومؤسسات البلاد. لدي ثقة كاملة أن البرازيل سيكون بلدًا ديمقراطيًا عظيمًا"،
أصدرت المجتمع الكاريبي بيانًا "يدين بشدة الغزو العنيف للمباني الحكومية في برازيليا من قبل حشد مضلل يرفض قبول نتائج انتخابات حرة وديمقراطية وعادلة" ودعا إلى إعادة النظام. كما ندد الجناح اليساري التقدمي الدولي بالهجوم على موقع تويتر.

#### آخرون
أعربت عدة شخصيات وجماعات يسارية، مثل رئيس وزراء اليونان السابق أليكسيس تسيبراس، والزعيم السابق لحزب العمال البريطاني جيريمي كوربين، والرئيس السابق لحزب العمال البلجيكي بيتر ميرتنز، ومؤسس فرنسا الأبية جان لوك ميلينشون، وكذلك الحزب الاشتراكي الديمقراطي الأيرلندي شين فين والحزب الاشتراكي، وهو منظمة سياسية تروتسكية سويدية، عن تضامنهم مع لولا. بينما أشاد الناشط السياسي اليميني المتطرف الأمريكي والمستشار السابق في إدارة ترامب ستيف بانون بالمشاركين في الهجوم ووصفهم بأنهم "مقاتلون برازيليون من أجل الحرية".
أكدت شركتا ميتا ويوتيوب على مواقع التواصل الاجتماعي في 9 يناير أنها ستزيل المحتوى الذي يدعم أو يروج لاقتحام مباني الحكومة الفيدرالية البرازيلية. بالإضافة إلى ذلك، أكد ممثل من تيليجرام أن المنصة تعمل مع الحكومة البرازيلية ومجموعات التحقق من الحقائق لوقف انتشار المحتوى الذي يروج للعنف المرتبط بالأحداث في البرازيل.